# Grupp G i kvalspelet till Europamästerskapet i fotboll för herrar 2008
Tabell och resultat för Grupp G i kvalspelet till Europamästerskapet i fotboll för herrar 2008.

## Tabell
| Nr | Lag ( )       | S  | V | O | F  | GM | IM | MS  | P  |
| -- | ------------- | -- | - | - | -- | -- | -- | --- | -- |
| 1  | Rumänien      | 12 | 9 | 2 | 1  | 26 | 7  | +19 | 29 |
| 2  | Nederländerna | 12 | 8 | 2 | 2  | 15 | 5  | +10 | 26 |
| 3  | Bulgarien     | 12 | 7 | 4 | 1  | 18 | 7  | +11 | 25 |
| 4  | Vitryssland   | 12 | 4 | 1 | 7  | 17 | 23 | −6  | 13 |
| 5  | Albanien      | 12 | 2 | 5 | 5  | 12 | 18 | −6  | 11 |
| 6  | Slovenien     | 12 | 3 | 2 | 7  | 9  | 16 | −7  | 11 |
| 7  | Luxemburg     | 12 | 1 | 0 | 11 | 2  | 23 | −21 | 3  |

### Inbördes möten
| Lag       | S | V | O | F | GM | IM | MS | P |
| --------- | - | - | - | - | -- | -- | -- | - |
| Albanien  | 2 | 0 | 2 | 0 | 0  | 0  | 0  | 2 |
| Slovenien | 2 | 0 | 2 | 0 | 0  | 0  | 0  | 2 |

Albanien rankas ovan Slovenien enligt regeln om bäst målskillnad, totalt i gruppen.

## Resultat
|  | 2 september 2006 19:00 | Vitryssland                   | 2–2 | Albanien                | Dinamo Stadium, Minsk                   |                                         |
|  |                        | Kalachev (2) Romaschenko (24) |     | Skela (str 7) Hasi (86) | Publik: 23 000 Domare: Asumaa (Finland) | Publik: 23 000 Domare: Asumaa (Finland) |
|  |                        |                               |     |                         | Publik: 23 000 Domare: Asumaa (Finland) | Publik: 23 000 Domare: Asumaa (Finland) |
|  |                        |                               |     |                         | Publik: 23 000 Domare: Asumaa (Finland) | Publik: 23 000 Domare: Asumaa (Finland) |

|  | 2 september 2006 21:00 | Rumänien              | 2–2 | Bulgarien          | Gheorghe Hagi Stadium, Constanța        |                                         |
|  |                        | Roşu (40) Marica (54) |     | M. Petrov (82, 84) | Publik: 15 000 Domare: Farina (Italien) | Publik: 15 000 Domare: Farina (Italien) |
|  |                        |                       |     |                    | Publik: 15 000 Domare: Farina (Italien) | Publik: 15 000 Domare: Farina (Italien) |
|  |                        |                       |     |                    | Publik: 15 000 Domare: Farina (Italien) | Publik: 15 000 Domare: Farina (Italien) |

|  | 2 september 2006 20:30 | Luxemburg | 0–1 | Nederländerna  | Stade Josy Barthel, Luxemburg             |                                           |
|  |                        |           |     | Mathijsen (26) | Publik: 8 000 Domare: Ferreira (Portugal) | Publik: 8 000 Domare: Ferreira (Portugal) |
|  |                        |           |     |                | Publik: 8 000 Domare: Ferreira (Portugal) | Publik: 8 000 Domare: Ferreira (Portugal) |
|  |                        |           |     |                | Publik: 8 000 Domare: Ferreira (Portugal) | Publik: 8 000 Domare: Ferreira (Portugal) |

|  | 6 september 2006 20:00 | Bulgarien                                  | 3–0 | Slovenien | Nationalstadion Vasil Levski, Sofia     |                                         |
|  |                        | Bojinov (58) M. Petrov (70) Telkiyski (79) |     |           | Publik: 16 000 Domare: Larsen (Danmark) | Publik: 16 000 Domare: Larsen (Danmark) |
|  |                        |                                            |     |           | Publik: 16 000 Domare: Larsen (Danmark) | Publik: 16 000 Domare: Larsen (Danmark) |
|  |                        |                                            |     |           | Publik: 16 000 Domare: Larsen (Danmark) | Publik: 16 000 Domare: Larsen (Danmark) |

|  | 6 september 2006 20:00 | Albanien | 0–2 | Rumänien                | Qemal Stafa, Tirana                           |                                               |
|  |                        |          |     | Dică (65) Mutu (str 75) | Publik: 10 000 Domare: Benquerença (Portugal) | Publik: 10 000 Domare: Benquerença (Portugal) |
|  |                        |          |     |                         | Publik: 10 000 Domare: Benquerença (Portugal) | Publik: 10 000 Domare: Benquerença (Portugal) |
|  |                        |          |     |                         | Publik: 10 000 Domare: Benquerença (Portugal) | Publik: 10 000 Domare: Benquerença (Portugal) |

|  | 6 september 2006 20:30 | Nederländerna                   | 3–0 | Vitryssland | Philips Stadion, Eindhoven            |                                       |
|  |                        | van Persie (33, 78) Kuyt (90+2) |     |             | Publik: 35 000 Domare: Webb (England) | Publik: 35 000 Domare: Webb (England) |
|  |                        |                                 |     |             | Publik: 35 000 Domare: Webb (England) | Publik: 35 000 Domare: Webb (England) |
|  |                        |                                 |     |             | Publik: 35 000 Domare: Webb (England) | Publik: 35 000 Domare: Webb (England) |

|  | 7 oktober 2006 20:15 | Rumänien                           | 3–1 | Vitryssland     | Steaua Stadion, Bukarest                 |                                          |
|  |                      | Mutu (7) Marica (10) D. Goian (76) |     | Kornilenko (20) | Publik: 12 000 Domare: Undiano (Spanien) | Publik: 12 000 Domare: Undiano (Spanien) |
|  |                      |                                    |     |                 | Publik: 12 000 Domare: Undiano (Spanien) | Publik: 12 000 Domare: Undiano (Spanien) |
|  |                      |                                    |     |                 | Publik: 12 000 Domare: Undiano (Spanien) | Publik: 12 000 Domare: Undiano (Spanien) |

|  | 7 oktober 2006 21:00 | Bulgarien   | 1–1 | Nederländerna   | Nationalstadion Vasil Levski, Sofia   |                                       |
|  |                      | Petrov (12) |     | Van Persie (62) | Publik: 40 547 Domare: Ovrebo (Norge) | Publik: 40 547 Domare: Ovrebo (Norge) |
|  |                      |             |     |                 | Publik: 40 547 Domare: Ovrebo (Norge) | Publik: 40 547 Domare: Ovrebo (Norge) |
|  |                      |             |     |                 | Publik: 40 547 Domare: Ovrebo (Norge) | Publik: 40 547 Domare: Ovrebo (Norge) |

|  | 7 oktober 2006 20:45 | Slovenien                 | 2–0 | Luxemburg | Arena Petrol, Celje                   |                                       |
|  |                      | Novakovič (30) Koren (44) |     |           | Publik: 3 500 Domare: Kailis (Cypern) | Publik: 3 500 Domare: Kailis (Cypern) |
|  |                      |                           |     |           | Publik: 3 500 Domare: Kailis (Cypern) | Publik: 3 500 Domare: Kailis (Cypern) |
|  |                      |                           |     |           | Publik: 3 500 Domare: Kailis (Cypern) | Publik: 3 500 Domare: Kailis (Cypern) |

|  | 11 oktober 2006 18:00 | Vitryssland                                 | 4–2 | Slovenien              | Dinamo Stadion, Minsk                  |                                        |
|  |                       | Kovba (18) Kornilenko (52, 60) Korytko (85) |     | Cesar (19) Lavrič (43) | Publik: 23 000 Domare: Kassai (Ungern) | Publik: 23 000 Domare: Kassai (Ungern) |
|  |                       |                                             |     |                        | Publik: 23 000 Domare: Kassai (Ungern) | Publik: 23 000 Domare: Kassai (Ungern) |
|  |                       |                                             |     |                        | Publik: 23 000 Domare: Kassai (Ungern) | Publik: 23 000 Domare: Kassai (Ungern) |

|  | 11 oktober 2006 20:15 | Luxemburg | 0–1 | Bulgarien    | Stade Josy Barthel, Luxemburg                         |                                                       |
|  |                       |           |     | Tunchev (26) | Publik: 3 156 Domare: Panic (Bosnien och Hercegovina) | Publik: 3 156 Domare: Panic (Bosnien och Hercegovina) |
|  |                       |           |     |              | Publik: 3 156 Domare: Panic (Bosnien och Hercegovina) | Publik: 3 156 Domare: Panic (Bosnien och Hercegovina) |
|  |                       |           |     |              | Publik: 3 156 Domare: Panic (Bosnien och Hercegovina) | Publik: 3 156 Domare: Panic (Bosnien och Hercegovina) |

|  | 11 oktober 2006 20:15 | Nederländerna                 | 2–1 | Albanien   | Amsterdam ArenA, Amsterdam            |                                       |
|  |                       | Van Persie (15) självmål (42) |     | Curri (67) | Publik: 40 000 Domare: Yefet (Israel) | Publik: 40 000 Domare: Yefet (Israel) |
|  |                       |                               |     |            | Publik: 40 000 Domare: Yefet (Israel) | Publik: 40 000 Domare: Yefet (Israel) |
|  |                       |                               |     |            | Publik: 40 000 Domare: Yefet (Israel) | Publik: 40 000 Domare: Yefet (Israel) |

|  | 24 mars 2007 17:00 | Luxemburg      | 1–2 | Vitryssland                | Stade Josy Barthel, Luxemburg        |                                      |
|  |                    | Sagramola (68) |     | Kalachev (25) Kutuzov (54) | Publik: 2 000 Domare: Whitby (Wales) | Publik: 2 000 Domare: Whitby (Wales) |
|  |                    |                |     |                            | Publik: 2 000 Domare: Whitby (Wales) | Publik: 2 000 Domare: Whitby (Wales) |
|  |                    |                |     |                            | Publik: 2 000 Domare: Whitby (Wales) | Publik: 2 000 Domare: Whitby (Wales) |

|  | 24 mars 2007 17:00 | Albanien | 0–0 | Slovenien | Loro-Boriçi Stadium, Shkodra          |  |
|  |                    |          |     |           | Publik: 12 000 Domare: Attard (Malta) |  |
|  |                    |          |     |           |                                       |  |
|  |                    |          |     |           |                                       |  |

|  | 24 mars 2007 20:30 | Nederländerna | 0–0 | Rumänien | Feijenoordstadion, Rotterdam           |  |
|  |                    |               |     |          | Publik: 49 000 Domare: Merk (Tyskland) |  |
|  |                    |               |     |          |                                        |  |
|  |                    |               |     |          |                                        |  |

|  | 28 mars 2007 18:00 | Bulgarien | 0–0 | Albanien | Nationalstadion Vasil Levski, Sofia       |  |
|  |                    |           |     |          | Publik: 25 000 Domare: Eriksson (Sverige) |  |
|  |                    |           |     |          |                                           |  |
|  |                    |           |     |          |                                           |  |

|  | 28 mars 2007 18:30 | Rumänien                          | 3–0 | Luxemburg | Ceahlăul Stadium, Piatra Neamț           |                                          |
|  |                    | Mutu (26) Contra (56) Marica (90) |     |           | Publik: 12 000 Domare: Lajuks (Lettland) | Publik: 12 000 Domare: Lajuks (Lettland) |
|  |                    |                                   |     |           | Publik: 12 000 Domare: Lajuks (Lettland) | Publik: 12 000 Domare: Lajuks (Lettland) |
|  |                    |                                   |     |           | Publik: 12 000 Domare: Lajuks (Lettland) | Publik: 12 000 Domare: Lajuks (Lettland) |

|  | 28 mars 2007 20:45 | Slovenien | 0–1 | Nederländerna        | Arena Petrol, Celje                         |                                             |
|  |                    |           |     | van Bronckhorst (86) | Publik: 9 500 Domare: M. González (Spanien) | Publik: 9 500 Domare: M. González (Spanien) |
|  |                    |           |     |                      | Publik: 9 500 Domare: M. González (Spanien) | Publik: 9 500 Domare: M. González (Spanien) |
|  |                    |           |     |                      | Publik: 9 500 Domare: M. González (Spanien) | Publik: 9 500 Domare: M. González (Spanien) |

|  | 2 juni 2007 20:30 | Albanien                 | 2–0 | Luxemburg | Qemal Stafa                               |                                           |
|  |                   | Kapllani (38) Haxhi (57) |     |           | Publik: 8 000 Domare: Silagava (Georgien) | Publik: 8 000 Domare: Silagava (Georgien) |
|  |                   |                          |     |           | Publik: 8 000 Domare: Silagava (Georgien) | Publik: 8 000 Domare: Silagava (Georgien) |
|  |                   |                          |     |           | Publik: 8 000 Domare: Silagava (Georgien) | Publik: 8 000 Domare: Silagava (Georgien) |

|  | 2 juni 2007 20:45 | Slovenien     | 1–2 | Rumänien                 | Arena Petrol, Celje                      |                                          |
|  |                   | Vršič (90 +4) |     | Tamaş (52) Nicoliţă (69) | Publik: 6 000 Domare: Dougal (Skottland) | Publik: 6 000 Domare: Dougal (Skottland) |
|  |                   |               |     |                          | Publik: 6 000 Domare: Dougal (Skottland) | Publik: 6 000 Domare: Dougal (Skottland) |
|  |                   |               |     |                          | Publik: 6 000 Domare: Dougal (Skottland) | Publik: 6 000 Domare: Dougal (Skottland) |

|  | 2 juni 2007 21:00 | Vitryssland | 0–2 | Bulgarien          | Dinamo Stadium, Minsk                  |                                        |
|  |                   |             |     | Berbatov (28) (46) | Publik: 29 000 Domare: Jára (Tjeckien) | Publik: 29 000 Domare: Jára (Tjeckien) |
|  |                   |             |     |                    | Publik: 29 000 Domare: Jára (Tjeckien) | Publik: 29 000 Domare: Jára (Tjeckien) |
|  |                   |             |     |                    | Publik: 29 000 Domare: Jára (Tjeckien) | Publik: 29 000 Domare: Jára (Tjeckien) |

|  | 6 juni 2007 20:00 | Bulgarien                  | 2–1 | Vitryssland        | Nationalstadion Vasil Levski, Sofia       |                                           |
|  |                   | M. Petrov (10) Yankov (40) |     | Vasilyuk (5 (str)) | Publik: 10 227 Domare: Jakobsson (Island) | Publik: 10 227 Domare: Jakobsson (Island) |
|  |                   |                            |     |                    | Publik: 10 227 Domare: Jakobsson (Island) | Publik: 10 227 Domare: Jakobsson (Island) |
|  |                   |                            |     |                    | Publik: 10 227 Domare: Jakobsson (Island) | Publik: 10 227 Domare: Jakobsson (Island) |

|  | 6 juni 2007 20:15 | Luxemburg | 0–3 | Albanien                       | Stade Josy Barthel, Luxemburg              |                                            |
|  |                   |           |     | Skela (25) Kapllani (36), (72) | Publik: 4 325 Domare: Malzinskas (Litauen) | Publik: 4 325 Domare: Malzinskas (Litauen) |
|  |                   |           |     |                                | Publik: 4 325 Domare: Malzinskas (Litauen) | Publik: 4 325 Domare: Malzinskas (Litauen) |
|  |                   |           |     |                                | Publik: 4 325 Domare: Malzinskas (Litauen) | Publik: 4 325 Domare: Malzinskas (Litauen) |

|  | 6 juni 2007 21:00 | Rumänien              | 2–0 | Slovenien | Dan Păltinişanu                       |                                       |
|  |                   | Mutu (40) Contra (70) |     |           | Publik: 22 000 Domare: Yefet (Israel) | Publik: 22 000 Domare: Yefet (Israel) |
|  |                   |                       |     |           | Publik: 22 000 Domare: Yefet (Israel) | Publik: 22 000 Domare: Yefet (Israel) |
|  |                   |                       |     |           | Publik: 22 000 Domare: Yefet (Israel) | Publik: 22 000 Domare: Yefet (Israel) |

|  | 8 september 2007 17:00 | Luxemburg | 0–3 | Slovenien                       | Stade Josy Barthel, Luxemburg           |                                         |
|  |                        |           |     | Lavrič (7), (47) Novakovič (37) | Publik: 2 012 Domare: Berezka (Ukraina) | Publik: 2 012 Domare: Berezka (Ukraina) |
|  |                        |           |     |                                 | Publik: 2 012 Domare: Berezka (Ukraina) | Publik: 2 012 Domare: Berezka (Ukraina) |
|  |                        |           |     |                                 | Publik: 2 012 Domare: Berezka (Ukraina) | Publik: 2 012 Domare: Berezka (Ukraina) |

|  | 8 september 2007 19:00 | Vitryssland      | 1–3 | Rumänien                       | Dinamo Stadium, Minsk                       |                                             |
|  |                        | Romaschenko (20) |     | Mutu (16), (77 str)) Dică (42) | Publik: 19 320 Domare: Fröjdfeldt (Sverige) | Publik: 19 320 Domare: Fröjdfeldt (Sverige) |
|  |                        |                  |     |                                | Publik: 19 320 Domare: Fröjdfeldt (Sverige) | Publik: 19 320 Domare: Fröjdfeldt (Sverige) |
|  |                        |                  |     |                                | Publik: 19 320 Domare: Fröjdfeldt (Sverige) | Publik: 19 320 Domare: Fröjdfeldt (Sverige) |

|  | 8 september 2007 20:30 | Nederländerna                     | 2–0 | Bulgarien | Amsterdam ArenA, Amsterdam              |                                         |
|  |                        | Sneijder (23) van Nistelrooy (58) |     |           | Publik: 50 000 Domare: Medina (Spanien) | Publik: 50 000 Domare: Medina (Spanien) |
|  |                        |                                   |     |           | Publik: 50 000 Domare: Medina (Spanien) | Publik: 50 000 Domare: Medina (Spanien) |
|  |                        |                                   |     |           | Publik: 50 000 Domare: Medina (Spanien) | Publik: 50 000 Domare: Medina (Spanien) |

|  | 12 september 2007 20:30 | Bulgarien                         | 3–0 | Luxemburg | Nationalstadion Vasil Levski, Sofia      |                                          |
|  |                         | Berbatov (27) (28) M. Petrov (54) |     |           | Publik: 8 000 Domare: Demirlek (Turkiet) | Publik: 8 000 Domare: Demirlek (Turkiet) |
|  |                         |                                   |     |           | Publik: 8 000 Domare: Demirlek (Turkiet) | Publik: 8 000 Domare: Demirlek (Turkiet) |
|  |                         |                                   |     |           | Publik: 8 000 Domare: Demirlek (Turkiet) | Publik: 8 000 Domare: Demirlek (Turkiet) |

|  | 12 september 2007 19:45 | Slovenien  | 1–0 | Vitryssland | Arena Petrol, Celje                      |                                          |
|  |                         | Lavrič (3) |     |             | Publik: 4 000 Domare: Banari (Moldavien) | Publik: 4 000 Domare: Banari (Moldavien) |
|  |                         |            |     |             | Publik: 4 000 Domare: Banari (Moldavien) | Publik: 4 000 Domare: Banari (Moldavien) |
|  |                         |            |     |             | Publik: 4 000 Domare: Banari (Moldavien) | Publik: 4 000 Domare: Banari (Moldavien) |

|  | 12 september 2007 20:45 | Albanien | 0–1 | Nederländerna          | Qemal Stafa, Tirana                    |                                        |
|  |                         |          |     | van Nistelrooy (90 +1) | Publik: 19 600 Domare: Riley (England) | Publik: 19 600 Domare: Riley (England) |
|  |                         |          |     |                        | Publik: 19 600 Domare: Riley (England) | Publik: 19 600 Domare: Riley (England) |
|  |                         |          |     |                        | Publik: 19 600 Domare: Riley (England) | Publik: 19 600 Domare: Riley (England) |

|  | 13 oktober 2007 18:00 | Vitryssland | 0–1 | Luxemburg      | Central Stadion, Homel                    |                                           |
|  |                       |             |     | Leweck (90 +5) | Publik: 14 000 Domare: Svendsen (Danmark) | Publik: 14 000 Domare: Svendsen (Danmark) |
|  |                       |             |     |                | Publik: 14 000 Domare: Svendsen (Danmark) | Publik: 14 000 Domare: Svendsen (Danmark) |
|  |                       |             |     |                | Publik: 14 000 Domare: Svendsen (Danmark) | Publik: 14 000 Domare: Svendsen (Danmark) |

|  | 13 oktober 2007 20:15 | Rumänien   | 1–0 | Nederländerna | Gheorghe Hagi Stadium, Constanța           |                                            |
|  |                       | Goian (71) |     |               | Publik: 13 000 Domare: Vassaras (Grekland) | Publik: 13 000 Domare: Vassaras (Grekland) |
|  |                       |            |     |               | Publik: 13 000 Domare: Vassaras (Grekland) | Publik: 13 000 Domare: Vassaras (Grekland) |
|  |                       |            |     |               | Publik: 13 000 Domare: Vassaras (Grekland) | Publik: 13 000 Domare: Vassaras (Grekland) |

|  | 13 oktober 2007 20:30 | Slovenien | 0–0 | Albanien | Arena Petrol, Celje                           |  |
|  |                       |           |     |          | Publik: 4 625 Domare: Nuno Pereira (Portugal) |  |
|  |                       |           |     |          |                                               |  |
|  |                       |           |     |          |                                               |  |

|  | 17 oktober 2007 20:15 | Luxemburg | 0–2 | Rumänien                  | Stade Josy Barthel, Luxemburg          |                                        |
|  |                       |           |     | F. Petre (42) Marica (61) | Publik: 3 584 Domare: Brych (Tyskland) | Publik: 3 584 Domare: Brych (Tyskland) |
|  |                       |           |     |                           | Publik: 3 584 Domare: Brych (Tyskland) | Publik: 3 584 Domare: Brych (Tyskland) |
|  |                       |           |     |                           | Publik: 3 584 Domare: Brych (Tyskland) | Publik: 3 584 Domare: Brych (Tyskland) |

|  | 17 oktober 2007 20:30 | Nederländerna                | 2–0 | Slovenien | Philips Stadion, Eindhoven               |                                          |
|  |                       | Sneijder (14) Huntelaar (88) |     |           | Publik: 35 000 Domare: Rizzoli (Italien) | Publik: 35 000 Domare: Rizzoli (Italien) |
|  |                       |                              |     |           | Publik: 35 000 Domare: Rizzoli (Italien) | Publik: 35 000 Domare: Rizzoli (Italien) |
|  |                       |                              |     |           | Publik: 35 000 Domare: Rizzoli (Italien) | Publik: 35 000 Domare: Rizzoli (Italien) |

|  | 17 oktober 2007 20:45 | Albanien      | 1–1 | Bulgarien     | Qemal Stafa, Tirana                        |                                            |
|  |                       | självmål (32) |     | Berbatov (87) | Publik: 8 000 Domare: Stuchlik (Österrike) | Publik: 8 000 Domare: Stuchlik (Österrike) |
|  |                       |               |     |               | Publik: 8 000 Domare: Stuchlik (Österrike) | Publik: 8 000 Domare: Stuchlik (Österrike) |
|  |                       |               |     |               | Publik: 8 000 Domare: Stuchlik (Österrike) | Publik: 8 000 Domare: Stuchlik (Österrike) |

|  | 17 november 2007 18:00 | Bulgarien    | 1–0 | Rumänien | Nationalstadion Vasil Levski, Sofia       |                                           |
|  |                        | Dimitrov (6) |     |          | Publik: 15 000 Domare: Plautz (Österrike) | Publik: 15 000 Domare: Plautz (Österrike) |
|  |                        |              |     |          | Publik: 15 000 Domare: Plautz (Österrike) | Publik: 15 000 Domare: Plautz (Österrike) |
|  |                        |              |     |          | Publik: 15 000 Domare: Plautz (Österrike) | Publik: 15 000 Domare: Plautz (Österrike) |

|  | 17 november 2007 20:00 | Albanien                   | 2–4 | Vitryssland                                       | Qemal Stafa, Tirana                      |                                          |
|  |                        | Bogdani (39) Kapllani (43) |     | Romaschenko (28), (63 (str)) Kutuzov (45+1), (54) | Publik: 5 000 Domare: Demirlek (Turkiet) | Publik: 5 000 Domare: Demirlek (Turkiet) |
|  |                        |                            |     |                                                   | Publik: 5 000 Domare: Demirlek (Turkiet) | Publik: 5 000 Domare: Demirlek (Turkiet) |
|  |                        |                            |     |                                                   | Publik: 5 000 Domare: Demirlek (Turkiet) | Publik: 5 000 Domare: Demirlek (Turkiet) |

|  | 17 november 2007 20:30 | Nederländerna   | 1–0 | Luxemburg | Feijenoordstadion, Rotterdam             |                                          |
|  |                        | Koevermans (43) |     |           | Publik: 49 000 Domare: Hansson (Sverige) | Publik: 49 000 Domare: Hansson (Sverige) |
|  |                        |                 |     |           | Publik: 49 000 Domare: Hansson (Sverige) | Publik: 49 000 Domare: Hansson (Sverige) |
|  |                        |                 |     |           | Publik: 49 000 Domare: Hansson (Sverige) | Publik: 49 000 Domare: Hansson (Sverige) |

|  | 21 november 2007 18:00 | Rumänien                                                             | 6–1 | Albanien      | Lia Manoliu Stadium, Bukarest               |                                             |
|  |                        | Dică (22), (71(str)) Tamaş (53) Niculae (62), (65) Marica (69 (str)) |     | Kapllani (64) | Publik: 25 000 Domare: Trivkovic (Kroatien) | Publik: 25 000 Domare: Trivkovic (Kroatien) |
|  |                        |                                                                      |     |               | Publik: 25 000 Domare: Trivkovic (Kroatien) | Publik: 25 000 Domare: Trivkovic (Kroatien) |
|  |                        |                                                                      |     |               | Publik: 25 000 Domare: Trivkovic (Kroatien) | Publik: 25 000 Domare: Trivkovic (Kroatien) |

|  | 21 november 2007 19:00 | Vitryssland              | 2–1 | Nederländerna      | Dinamo Stadium, Minsk                   |                                         |
|  |                        | Bulyga (49) Korytko (65) |     | van der Vaart (89) | Publik: 12 000 Domare: Kalt (Frankrike) | Publik: 12 000 Domare: Kalt (Frankrike) |
|  |                        |                          |     |                    | Publik: 12 000 Domare: Kalt (Frankrike) | Publik: 12 000 Domare: Kalt (Frankrike) |
|  |                        |                          |     |                    | Publik: 12 000 Domare: Kalt (Frankrike) | Publik: 12 000 Domare: Kalt (Frankrike) |

|  | 21 november 2007 18:00 | Slovenien | 0–2 | Bulgarien                   | Arena Petrol, Celje                       |                                           |
|  |                        |           |     | Georgiev (81) Berbatov (84) | Publik: 4 000 Domare: Mullarkey (England) | Publik: 4 000 Domare: Mullarkey (England) |
|  |                        |           |     |                             | Publik: 4 000 Domare: Mullarkey (England) | Publik: 4 000 Domare: Mullarkey (England) |
|  |                        |           |     |                             | Publik: 4 000 Domare: Mullarkey (England) | Publik: 4 000 Domare: Mullarkey (England) |